# Aoi (サカナクションの曲)
「Aoi」（アオイ）は、日本のロックバンド・サカナクションの楽曲。2013年2月24日にアルバム『sakanaction』より先行配信された。

## 概要
6thアルバム『sakanaction』収録曲で、2013年のNHKサッカー放送のテーマ曲に使用された。バンドの楽曲の中で、ロック色が強い楽曲で、バンドのこれまでに発表した楽曲の中では最も速いBPM 164となっている。
ボーカル・山口一郎は「この曲のテーマは『今』です。海外に挑戦する日本人選手や、人生の一時期をサッカーに懸ける全てのサッカー選手の思いと、僕らミュージシャンが今を歌うという点を重ね、若さ、未熟さ、美しさ、危うさを連想させる『青』という言葉で表現しました」と語った。
曲調については、全国高等学校サッカー選手権大会の大会歌「ふり向くな君は美しい」を参考にしたと語っている。また、山口はサッカーのことをほとんど知らなかったというが、本楽曲を書くために、毎日サッカーを見て、猛勉強したという。
また、本楽曲はミュージックビデオが制作されていない。山口はビクターに対し「この曲は良い曲だから、絶対ヒットするから、ミュージックビデオを撮りましょう！」と提案したが、予算を理由に断られたという。